# Zusatzbeitrag
Der Zusatzbeitrag (ZB, § 242 SGB V 2015) wurde in Deutschland zum 1. Januar 2015 in der gesetzlichen Krankenversicherung eingeführt. Krankenkassen haben damit ein zusätzliches Mittel, finanzielle Engpässe auszugleichen. Zum anderen soll er den Wettbewerb unter den Krankenkassen fördern und bei den Versicherten für Kostenbewusstsein sorgen.
Der Zusatzbeitrag wurde bis in das Jahr 2018 allein durch die Krankenkassenmitglieder getragen. Seit dem 1. Januar 2019 wird der Zusatzbeitrag bei Pflichtversicherten wieder paritätisch finanziert – je zur Hälfte von Arbeitgeber/Rentenversicherung und Arbeitnehmer/Rentner.

## Konzept
Mit der Einführung des Zusatzbeitrags durch die große Koalition von CDU, CSU und SPD wurde der allgemeine Beitragssatz von 15,5 Prozent zum 1. Januar 2015 auf 14,6 Prozent um den Anteil von 0,9 Prozentpunkten gesenkt (Änderung § 241 SGB V), den die Versicherten bisher stets allein zu tragen hatten (§ 249 SGB V a. F.). Für Versicherte entstehen deshalb ab 2015 durch den Zusatzbeitrag nur dann höhere Kosten, wenn ihre Krankenkasse einen Zusatzbeitrag erhebt, der höher als 0,9 Prozent vom beitragspflichtigen Einkommen ist.
Krankenkassen, die mit den aus dem Gesundheitsfonds zugewiesenen Mitteln nicht mehr auskommen, müssen die fehlenden Mittel über erhöhte Beiträge von ihren Mitgliedern abdecken. Dieser kassenindividuelle Zusatzbeitrag ist seit 1. Januar 2015 einkommensabhängig und der Beitragssatz ist nach oben nicht begrenzt; es findet kein Sozialausgleich statt (Streichung § 242b SGB V). Diese prozentualen Zusatzbeiträge vom beitragspflichtigen Einkommen müssen von der jeweils für die Krankenkasse zuständigen Aufsichtsbehörde – also bei bundesweiten Krankenkassen dem Bundesamt für Soziale Sicherung, bei landesunmittelbaren Krankenkassen der jeweils nach Landesrecht zuständigen Behörde – genehmigt werden. Um den Krankenkassen keinen Anreiz zu schaffen, sich auf Besserverdiener zu konzentrieren, ist bei der Ermittlung des Zusatzbeitragssatzes die Höhe der voraussichtlichen beitragspflichtigen Einnahmen aller Krankenkassen maßgeblich und nicht die krankenkassenindividuelle Einkommensstruktur (§ 242 (1) Satz 3 SGB V).
Das Bundesministerium für Gesundheit legt jeweils zum 1. November den sogenannten durchschnittlichen Zusatzbeitrag des Folgejahres basierend auf der Auswertung der Ergebnisse eines Schätzerkreises (Bundesamt für Soziale Sicherung, Spitzenverband Bund der Krankenkassen und BMG) fest (§ 242a SGB V). Dabei ist der durchschnittliche Zusatzbeitrag eine statistische Größe und bildet nicht den tatsächlichen Durchschnitt aller kassenindividuellen Zusatzbeiträge ab. Der vom Ministerium festgelegte erwartete Zusatzbeitrag des kommenden Jahres ergibt sich, indem die Differenz zwischen erwarteten Ausgaben der Krankenkassen und Zuweisungen aus dem Gesundheitsfonds gegenübergestellt und durch die Summe der beitragspflichtigen Einnahmen aller Krankenkassen dividiert wird; insbesondere wird dabei nicht berücksichtigt, dass Krankenkassen anstelle des Erhebens eines Zusatzbeitrags die nicht gedeckten Ausgaben teilweise auch aus der Auflösung von Rücklagen finanzieren können.
Um insgesamt den Beitrag stabil zu halten, wird der Gesundheitsfonds staatlich bezuschusst, welcher jährlich ansteigt und 2019 bei 14,5 Milliarden Euro, 2020 bei 18 Milliarden Euro lag, 2021 bei 19,5 Milliarden Euro liegt und im Jahr 2022 auf 21,5 Milliarden Euro ansteigen wird. Der Verband der Private Krankenversicherung kritisiert die Zuschüsse für Krankenkassen aus dem Bundeshaushalt. Die Milliardenzuschüsse auf Kosten der Steuerzahler verschieben die medizinische Versorgung weg von der Sozialversicherung (Deutschland) hin auf die aktuelle Kassenlage des Bundesministerium der Finanzen.
2024 erfolgte die Veröffentlichung des durchschnittlichen Zusatzbeitrages des Folgejahres zum zweiten Mal nach 2021 nicht wie gesetzlich vorgesehen spätestens zum 1. November 2024.

## Festgesetzter durchschnittlicher Zusatzbeitrag

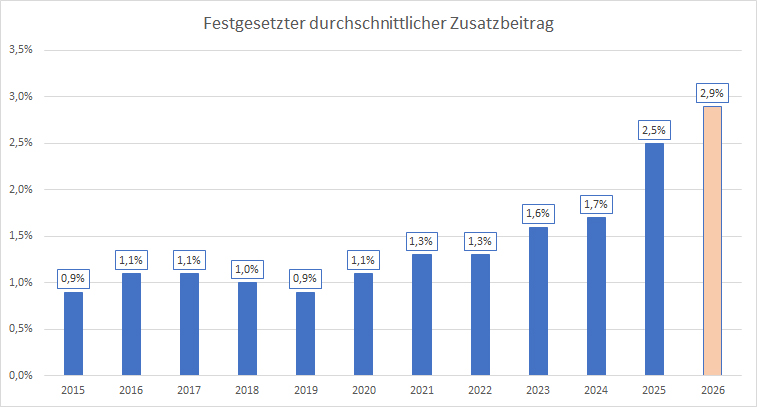
Durchschnittlicher Zusatzbeitrag

Der Bundesministerium für Gesundheit festgesetzter durchschnittlicher Zusatzbeitrag betrug bzw. beträgt:
| Jahr – | Durchschnitt – | Veränderung |
| ------ | -------------- | ----------- |
| 2015   | 0,9 %          | ± 0 %       |
| 2016   | 1,1 %          | + 22 %      |
| 2017   | 1,1 %          | ± 0 %       |
| 2018   | 1,0 %          | – 9 %       |
| 2019   | 0,9 %          | – 10 %      |
| 2020   | 1,1 %          | + 22 %      |
| 2021   | 1,3 %          | + 18 %      |
| 2022   | 1,3 %          | ± 0 %       |
| 2023   | 1,6 %          | + 23 %      |
| 2024   | 1,7 %          | + 7 %       |
| 2025   | 2,5 %          | + 47 %      |

## Zusatzbeitrag nach Personengruppen
Für die meisten Personengruppen wird sich nur die Höhe des Beitragssatzes ändern.

### Auszubildende und Studierende
Für pflichtversicherte Auszubildende und Studierende gelten die Krankenkassenbeiträge zzgl. Zusatzbeitrag. Bei Studenten dient als Bemessungsgrundlage für Beitrag und Zusatzbeitrag der Bedarf nach § 13 BAföG.

### Bezieher von Arbeitslosengeld
- Arbeitslosengeld: Der Beitrag wird von der Bundesagentur für Arbeit getragen.
- Arbeitslosengeld II: Hier gilt der durchschnittliche Zusatzbeitragssatz nach § 242a SGB V, der vom Jobcenter getragen wird.[1]

## Zusatzbeitrag nach Krankenkasse
Die betriebsbezogene Krones Betriebskrankenkasse erhebt im Juli 2025 mit 1,4 % den niedrigsten Zusatzbeitrag. Den geringsten Zusatzbeitrag der bundesweit geöffneten Krankenkassen erhebt die Betriebskrankenkasse Firmus mit 2,18 Prozent. Den höchsten Zusatzbeitrag bundesweit mit 4,4 Prozent erhebt zurzeit die Knappschaft.

### Bundesweit geöffnete Krankenkassen
| Krankenkasse                                                   | 2020   | 2021   | 2022   | 2023   | 2024   | 2025   |
| -------------------------------------------------------------- | ------ | ------ | ------ | ------ | ------ | ------ |
| Audi BKK                                                       | 0,70 % | 1,10 % | 1,10 % | 1,25 % | 1,00 % | 2,40 % |
| Bahn-BKK                                                       | 1,20 % | 1,20 % | 1,20 % | 1,70 % | 3,40 % | 3,40 % |
| Barmer Ersatzkasse                                             | 1,10 % | 1,50 % | 1,50 % | 1,50 % | 2,19 % | 3,29 % |
| Betriebskrankenkasse Firmus                                    | 0,44 % | 0,84 % | 0,84 % | 0,90 % | 0,90 % | 2,18 % |
| Betriebskrankenkasse Mobil                                     | 1,10 % | 1,29 % | 1,29 % | 1,49 % | 1,49 % | 3,89 % |
| Betriebskrankenkasse WMF Württembergische Metallwarenfabrik AG | 1,60 % | 1,60 % | 1,60 % | 1,60 % | 1,60 % | 2,45 % |
| BKK Gildemeister Seidensticker                                 | 1,20 % | 1,20 % | 0,90 % | 0,90 % | 3,40 % | 3,40 % |
| BKK Linde                                                      | 1,10 % | 1,30 % | 1,30 % | 1,50 % | 1,50 % | 2,99 % |
| BKK mkk                                                        | 1,30 % | 1,60 % | 1,60 % | 1,80 % | 2,50 % | 3,50 % |
| BKK Pfalz                                                      | 1,40 % | 1,40 % | 1,40 % | 1,55 % | 3,90 % | 3,90 % |
| BKK Provita                                                    | 1,30 % | 1,30 % | 1,30 % | 1,49 % | 1,49 % | 2,89 % |
| BKK Verbundplus                                                | 0,50 % | 1,10 % | 1,10 % | 1,35 % | 1,55 % | 3,89 % |
| BKK24                                                          | 1,00 % | 2,50 % | 2,50 % | 1,79 % | 3,25 % | 4,39 % |
| Bundesinnungskrankenkasse Gesundheit                           | 1,30 % | 1,30 % | 1,30 % | 1,45 % | 1,65 % | 3,39 % |
| Continentale Betriebskrankenkasse                              | 1,30 % | 1,30 % | 1,25 % | 1,40 % | 2,20 % | 3,33 % |
| DAK-Gesundheit                                                 | 1,50 % | 1,50 % | 1,50 % | 1,70 % | 1,70 % | 2,80 % |
| Debeka BKK                                                     | 0,70 % | 1,20 % | 1,49 % | 1,69 % | 1,69 % | 3,25 % |
| Energie-Betriebskrankenkasse                                   | 1,46 % | 1,46 % | 1,38 % | 1,59 % | 1,59 % | 2,98 % |
| Handelskrankenkasse                                            | 0,39 % | 0,39 % | 0,69 % | 0,98 % | 0,98 % | 2,19 % |
| Heimat Krankenkasse                                            | 1,10 % | 1,10 % | 1,10 % | 1,30 % | 2,50 % | 3,10 % |
| HEK – Hanseatische Krankenkasse                                | 1,00 % | 1,30 % | 1,30 % | 1,30 % | 1,30 % | 2,50 % |
| IKK classic                                                    | 1,00 % | 1,30 % | 1,30 % | 1,60 % | 2,19 % | 3,40 % |
| IKK gesund plus                                                | 0,60 % | 1,10 % | 1,10 % | 1,10 % | 2,39 % | 3,39 % |
| IKK – Die Innovationskasse                                     | 1,30 % | 1,30 % | 1,30 % | 1,60 % | 3,10 % | 4,30 % |
| Kaufmännische Krankenkasse                                     | 1,50 % | 1,50 % | 1,50 % | 1,50 % | 3,28 % | 3,78 % |
| Knappschaft                                                    | 1,10 % | 1,60 % | 1,60 % | 1,60 % | 2,70 % | 4,40 % |
| Novitas BKK                                                    | 1,54 % | 1,54 % | 1,54 % | 1,54 % | 1,70 % | 2,98 % |
| Pronova BKK                                                    | 1,50 % | 1,50 % | 1,50 % | 1,70 % | 2,40 % | 3,20 % |
| R+V Betriebskrankenkasse                                       | 1,20 % | 1,20 % | 1,20 % | 1,40 % | 1,40 % | 2,96 % |
| Salus BKK                                                      | 1,45 % | 1,45 % | 1,45 % | 1,59 % | 1,59 % | 2,99 % |
| Siemens-Betriebskrankenkasse                                   | 1,30 % | 1,30 % | 1,30 % | 1,50 % | 1,70 % | 3,80 % |
| Techniker Krankenkasse                                         | 0,70 % | 1,20 % | 1,20 % | 1,20 % | 1,20 % | 2,45 % |
| TUI BKK                                                        | 1,25 % | 1,25 % | 1,25 % | 1,50 % | 1,50 % | 2,50 % |
| Viactiv BKK                                                    | 1,20 % | 1,60 % | 1,60 % | 1,60 % | 3,27 % | 3,27 % |
| Vivida BKK                                                     | 1,30 % | 1,30 % | 1,30 % | 1,40 % | 2,49 % | 3,79 % |

### Regional geöffnete Krankenkassen
| Krankenkasse                                          | 2020   | 2021   | 2022   | 2023   | 2024   | 2025   |
| ----------------------------------------------------- | ------ | ------ | ------ | ------ | ------ | ------ |
| AOK Baden-Württemberg                                 | 0,90 % | 1,10 % | 1,30 % | 1,60 % | 1,60 % | 2,60 % |
| AOK Bayern                                            | 1,10 % | 1,10 % | 1,30 % | 1,58 % | 1,58 % | 2,69 % |
| AOK Bremen/Bremerhaven                                | 0,70 % | 1,30 % | 1,60 % | 1,60 % | 1,38 % | 2,49 % |
| AOK Hessen                                            | 0,90 % | 1,30 % | 1,50 % | 1,60 % | 1,60 % | 2,49 % |
| AOK Niedersachsen                                     | 0,80 % | 1,30 % | 1,30 % | 1,50 % | 1,50 % | 2,70 % |
| AOK Nordost                                           | 0,90 % | 1,50 % | 1,70 % | 1,90 % | 2,70 % | 3,50 % |
| AOK Nordwest                                          | 0,90 % | 1,30 % | 1,70 % | 1,89 % | 1,89 % | 2,79 % |
| AOK Plus                                              | 0,60 % | 1,20 % | 1,20 % | 1,50 % | 1,80 % | 3,10 % |
| AOK Rheinland/Hamburg                                 | 1,10 % | 1,10 % | 1,60 % | 1,80 % | 2,20 % | 2,99 % |
| AOK Rheinland-Pfalz/Saarland                          | 0,90 % | 0,90 % | 1,30 % | 1,80 % | 1,80 % | 2,47 % |
| AOK Sachsen-Anhalt                                    | 0,00 % | 0,60 % | 0,80 % | 1,00 % | 1,30 % | 2,50 % |
| Bergische Krankenkasse                                | 1,28 % | 1,40 % | 1,40 % | 1,60 % | 1,99 % | 2,95 % |
| Bertelsmann BKK                                       | 1,25 % | 1,25 % | 1,00 % | 1,40 % | 2,50 % | 3,20 % |
| Betriebskrankenkasse der G. M. Pfaff AG               | 0,40 % | 0,40 % | 0,40 % | 0,80 % | 1,80 % | 2,78 % |
| Betriebskrankenkasse Schwarzwald-Baar-Heuberg         | 0,70 % | 0,98 % | 0,98 % | 0,98 % | 1,29 % | 2,44 % |
| Betriebskrankenkasse Vereinigte Deutsche Nickel-Werke | 1,30 % | 1,30 % | 1,30 % | 1,50 % | 3,19 % | 3,19 % |
| BKK Akzo Nobel Bayern                                 | 0,50 % | 1,30 % | 1,30 % | 1,55 % | 1,65 % | 3,39 % |
| BKK Diakonie                                          | 1,10 % | 1,40 % | 1,40 % | 1,60 % | 3,80 % | 3,80 % |
| BKK Dürkopp Adler                                     | 1,20 % | 1,20 % | 0,88 % | 1,29 % | 2,55 % | 3,88 % |
| BKK Euregio                                           | 0,35 % | 0,35 % | 0,84 % | 0,84 % | 1,79 % | 3,39 % |
| BKK exklusiv                                          | 0,99 % | 0,99 % | 1,29 % | 1,99 % | 1,99 % | 2,39 % |
| BKK Faber-Castell & Partner                           | 0,65 % | 0,65 % | 0,65 % | 1,35 % | 1,10 % | 2,18 % |
| BKK Freudenberg                                       | 0,70 % | 1,30 % | 1,30 % | 1,50 % | 1,50 % | 2,49 % |
| BKK Herkules                                          | 2,20 % | 1,70 % | 1,40 % | 1,09 % | 2,39 % | 3,48 % |
| BKK Melitta HMR                                       | 0,90 % | 1,35 % | 1,20 % | 1,40 % | 1,60 % | 3,50 % |
| BKK Public                                            | 1,10 % | 1,10 % | 1,10 % | 1,50 % | 1,20 % | 2,30 % |
| BKK Scheufelen                                        | 0,90 % | 0,90 % | 1,10 % | 1,40 % | 2,75 % | 3,40 % |
| BKK Technoform                                        | 1,90 % | 1,90 % | 1,50 % | 1,50 % | 1,50 % | 3,49 % |
| BKK Werra-Meissner                                    | 1,50 % | 1,50 % | 1,50 % | 1,80 % | 1,80 % | 3,39 % |
| BKK Wirtschaft & Finanzen                             | 1,39 % | 1,39 % | 1,39 % | 1,69 % | 2,99 % | 3,99 % |
| BKK ZF & Partner                                      | 1,50 % | 1,80 % | 1,45 % | 1,45 % | 2,10 % | 3,40 % |
| Bosch BKK                                             | 0,90 % | 1,20 % | 1,20 % | 1,50 % | 1,50 % | 2,68 % |
| IKK Südwest                                           | 1,50 % | 1,50 % | 1,50 % | 1,65 % | 1,65 % | 3,25 % |
| Innungskrankenkasse Brandenburg und Berlin            | 1,49 % | 1,49 % | 1,49 % | 1,77 % | 1,99 % | 4,35 % |
| MHplus Betriebskrankenkasse                           | 0,98 % | 1,28 % | 1,28 % | 1,58 % | 2,56 % | 3,29 % |
| Securvita BKK                                         | 1,10 % | 1,10 % | 1,60 % | 1,60 % | 2,20 % | 3,90 % |
| SKD BKK                                               | 1,70 % | 1,29 % | 1,29 % | 1,15 % | 1,49 % | 2,48 % |

### Betriebsbezogene Krankenkassen
| Krankenkasse                                | 2020   | 2021   | 2022   | 2023   | 2024   | 2025   |
| ------------------------------------------- | ------ | ------ | ------ | ------ | ------ | ------ |
| Betriebskrankenkasse der BMW AG             | 0,80 % | 0,80 % | 0,30 % | 0,30 % | 1,30 % | 3,90 % |
| Betriebskrankenkasse Groz-Beckert           | 0,90 % | 0,90 % | 0,90 % | 0,00 % | 0,70 % | 2,50 % |
| Betriebskrankenkasse Miele                  | 1,00 % | 1,30 % | 1,30 % | 1,40 % | 1,20 % | 2,80 % |
| Betriebskrankenkasse Pricewaterhousecoopers | 0,98 % | 1,26 % | 1,48 % | 1,48 % | 1,48 % | 2,40 % |
| BKK B. Braun Aesculap                       | 1,10 % | 1,30 % | 1,50 % | 1,75 % | 1,75 % | 2,95 % |
| BKK Deutsche Bank AG                        | 1,30 % | 1,30 % | 1,30 % | 1,60 % | 1,90 % | 3,40 % |
| BKK evm                                     | 0,90 % | 1,30 % | 0,00 % | 0,90 % | 1,30 % | 2,50 % |
| BKK EWE                                     | 0,90 % | 0,90 % | 0,90 % | 0,90 % | 0,90 % | 1,98 % |
| BKK MTU                                     | 1,60 % | 1,60 % | 1,60 % | 1,60 % | 1,90 % | 2,80 % |
| BKK Rieker Ricosta Weisser                  | 0,90 % | 1,30 % | 2,20 % | 2,00 % | 2,90 % | 3,80 % |
| BKK Salzgitter                              | 0,90 % | 1,20 % | 1,20 % | 1,60 % | 1,60 % | 3,50 % |
| BKK Voralb Heller Index Leuze               | 0,50 % | 0,50 % | 0,50 % | 0,50 % | 2,50 % | 3,90 % |
| BKK Würth                                   | 0,20 % | 0,20 % | 0,90 % | 0,98 % | 1,29 % | 2,39 % |
| EY Betriebskrankenkasse                     | 0,94 % | 1,29 % | 1,29 % | 1,54 % | 1,04 % | 2,29 % |
| Karl Mayer Betriebskrankenkasse             | 1,90 % | 1,50 % | 1,50 % | 1,40 % | 2,30 % | 3,39 % |
| Koenig & Bauer BKK                          | 1,44 % | 1,44 % | 1,44 % | 1,44 % | 1,44 % | 2,48 % |
| Krones Betriebskrankenkasse                 | 0,70 % | 0,70 % | 0,70 % | 0,90 % | 0,90 % | 1,40 % |
| Mahle Betriebskrankenkasse                  | 0,70 % | 1,10 % | 1,10 % | 1,40 % | 3,25 % | 4,20 % |
| Mercedes-Benz Betriebskrankenkasse          | 0,80 % | 1,30 % | 1,30 % | 1,30 % | 1,70 % | 3,20 % |
| Merck BKK                                   | 1,40 % | 1,40 % | 1,40 % | 1,40 % | 2,40 % | 3,97 % |
| Südzucker BKK                               | 1,10 % | 1,10 % | 1,10 % | 1,10 % | 1,10 % | 2,90 % |

## Außerordentliches Kündigungsrecht
Erhebt die Krankenkasse einen Zusatzbeitrag oder erhöht sie einen Zusatzbeitrag, haben Mitglieder nach § 175 SGB V ein Sonderkündigungsrecht und können mit Hinweis darauf bis zum Ende des Monats der Erhebung oder Erhöhung außerordentlich kündigen. Bis zum Eintritt der Kündigung zum Ende des zweiten auf die Kündigung folgenden Monats ist der einkommensabhängige Zusatzbeitrag vollständig zu zahlen. Wenn durch einen Wahltarif ein vertraglich vereinbarter Kündigungsverzicht für einen bestimmten Zeitraum vereinbart wurde, besteht trotzdem das Recht zur außerordentlichen Kündigung. Die Krankenkasse muss das Mitglied auf das Sonderkündigungsrecht einen Monat vor Erhebung oder Erhöhungen nach § 175 SGB V hinweisen. Überschreitet der neu erhobene Zusatzbeitrag oder der erhöhte Zusatzbeitragssatz den durchschnittlichen Zusatzbeitragssatz nach § 242a SGB V, so sind die Mitglieder ferner auf die Möglichkeit hinzuweisen, in eine günstigere Krankenkasse zu wechseln. Weist die Krankenkasse darauf verspätet hin, kann die Kündigung auch noch später erklärt werden. Die Kündigung gilt dann als in dem Monat erklärt, in dem der Zusatzbeitrag erstmals erhoben oder in dem er erhöht wurde. Dadurch kann auch rückwirkend der Krankenkassenwechsel eintreten.